# Аод Мейх мак Аода О’Нейлл
Аод Мейт или Аэд Мейт О’Нейл (ирл. Aodh mac Aodha, "Méith", англ. Aodh Méith или Áed Méith; ? — 1230) — король ирландского королевства Тир Эогайн (Тирон) в Ольстере (1196—1230). Аод, сын Аода ан Макаоима Тоинлеаса, посвятил значительную часть своей карьеры защите от угроз со стороны Ферманы, ира Конайлла и Галлоуэя, а также Джона де Курси и лорда Ирландии. Возможно, его участие в политических процессах в регионе Ирландского моря включало поддержку притязаний Макуильямов на шотландский трон, однако это остаётся под вопросом.
В поздние годы Аэд стал союзником Гуго де Ласи, графа Ольстера, и наладил прочные связи с графством Ольстер и лордством Ирландии — двумя англо-нормандскими государственными образованиями, возникшими при жизни Аода. К концу своей жизни Аэд стал верховным правителем коренного ирландского населения на севере острова и передал власть своему сыну Домналлу Огу. Он предок клана Кландебой, одной из линий клана О’Нил, хотя его имя не легло в основу названия клана.

## Предыстория
Аод Меит был сыном Аода ан Макаоима Тоинлеаса, который недолгое время был королём Тир Эогайна. Аод ан Макаоим Тоинлеас начал процесс свержения господства рода Лохлайнн в королевстве Тир Эогайн. Его традиционное прозвище An Macaoimh Tóinleasg, или «ленивозадый юноша», было получено, согласно Leabhar Eoghanach XVI века, после того, как он отказался стоять в присутствии верховного короля Муйрхертаха Мак Лохлайнна. Прозвище его сына, Méith, означает «толстый».
Тем не менее, Аод ан Макаоим Тоинлеас был убит своим соперником Маэлем Сехлайном мак Лохлайнном (Máel Sechlainn Mac Lochlainn), сыном Муйерхертаха, в 1177 году. В том же году год Джон де Курси начал англо-нормандское завоевание Улада (восточного Ольстера). В период между смертью Аода ан Макаоим Тоинлеаса в 1177 году и первым упоминанием Аода Меита в 1199 году Тир Эогайн оказался охвачен политическим хаосом, вызванным этими событиями.
В Анналах четырёх мастеров говорится, что в 1179 году «церкви Тир Эогайна, расположенные к югу от гор, были опустошены из-за войн и внутренних распрей, голода и бедствий». После смерти Маэла Сехлайна мак Лохлайнна от рук норманнов в 1185 году клан Лохлайнн пытался удержать власть над Тир Эогайном, сталкиваясь с внутренним недовольством, норманнским вторжением и влиянием короля Тир Конайлла, Флайтбертаха Уа Мэлдорайда (1172—1197).

## Обеспечение власти
Аод, вероятно, занял престол Тир Эогайна в 1196 году после смерти своего предшественника из рода О’Лохлайнн. Его первое появление в источниках свидетельствует о том, что он возглавил пять кораблей для нападения на английское поселение Ларн в 1199 году, пока Джон де Курси был отвлечён на кампанию в северном Тир Эогайне. В том же году он сорвал попытку клана Кинел Конайлл сделать короля Фир Манаха и Айргиаллы О’Эйнига своим правителем, победив и подчинив их обоих в отдельных сражениях.
На этом этапе Аод, по-видимому, был королём как к северу, так и к югу от гор Сперрин. Аод был женат на дочери О’Эйнига Бин-Мидхе (ум. 1215), и, возможно, этот брак был заключён в результате его победы над Фир Манахом.
В 1200 году Аод возглавил успешные экспедиции против английских колонистов в Ольстере. В 1201 году Аод предпринял военный поход в Коннахт, чтобы заменить поддерживаемого англичанами короля Катала Каррага Конхобайра прежним королём Каталом Кробдергом Уа Конхобайром. Однако их войско было встречено и разбито Уильямом де Бургом: тесть Аода О’Эйниг был убит в этом столкновении, в то время как сам Аод был вынужден сдаться.
Кенел Эогайн, народ Тир Эогайна, впоследствии сверг Аода, а вместо него королём стал Конхобар Бег («Малый») О’Лохлайнн. Последний вскоре был убит Эйгнеханом О’Доннеллом (1197—1207), первым королём Тир Конайлла из рода О’Доннелл. После того как сам Аод устранил другого претендента из рода О’Лохлайнн, он вновь занял престол королевства, хотя оппозицию О’Доннеллов удалось нейтрализовать только в 1208 или 1209 году через пакт о дружбе с сыном и преемником Эйгнехана — Домналлом О’Доннеллом.

## Англичане и лорды Галлоуэя
Развитие событий среди англичан в 1205 году привело к тому, что Джон де Курси лишился благосклонности Иоанна Безземельного, короля Англии, и владение Ольстером перешло к Гуго де Ласи. Джон де Курси нашёл убежище среди клана Кенел Эогайн H. Таким образом, Гуго де Ласи, ныне граф Ольстерский, прибыл с войском на север в 1207 году и вторгся в Тир Эогайн. Графу не удалось добиться решающих успехов, и в 1210 году также утратил расположение короля.
Когда английский король Иоанн Безземельный осадил замок графа Каррикфергус, Аод привёл свои войска на помощь английскому монарху. Однако он лично не предстал перед Джоном, потому что тот не был готов предоставить заложников, необходимых О’Нейлу для ощущения безопасности. В следующем 1211 году король Иоанн приказал Джону де Грею, епископу Норвича и юстициарию Ирландии, подчинить себе провинцию Аода.
Был построена серия замков. Большая часть современных графств Антрим, Лондондерри и Тирон была пожалована Айлину (Алану), лорду Галлоуэя, его брату Томасу и их кузену Доннхаду, графу Каррика. Томас Галлоуэйский построил замок в Колрейне и в 1212 году, в сопровождении сыновей Рагналла Мак Сомэйрла, возглавил набег на город Дерри с флотом из 76 кораблей. В 1214 году, на этот раз вместе с Руайдри мак Рагнайлом, Томас снова напал на Дерри, разграбив город и опустошив церковь.
Деятельность Томаса против Аода, вероятно, была связана с деятельностью Макуильямов, одной из ветвей шотландской королевской династии. Один из их представителей, Гофрейд Мак Домнейл, прибыл из Ирландии в графство Росс в 1211 году с целью претендовать на шотландский трон. Существует вероятность, что Аод спонсировал их деятельность. Какие бы успехи ни были достигнуты лордами Галлоуэя, их положение в Ирландии было впоследствии подорвано семьями де Ласи и Биссет. Предполагается, что род О’Лохлайннов и другие пострадали во время этих кампаний больше, чем О’Нейллы.

## Поздняя карьера и наследие
Возможно, Аод подчинился власти английского короля в 1210-х годах и, несомненно, сделал это к 1221 году; но когда Гуго де Ласи начал отвоёвывать своё Ольстерское графство в 1224 году, Аод выступил против английской короны. Когда королевская армия попыталась двинуться на север, войска Аода блокировали их в нескольких районах Армы, и впоследствии английская корона (теперь принадлежавшая Генрихом III) пошла на соглашение с ними.
Аод привёл войска в Коннахт в 1225 и 1226 годах после смерти своего бывшего союзника короля Коннахта Катала Кробдерга, но собственные земли Аода, похоже, оставались в мире до конца его правления. Он умер в 1230 году от естественных причин.
Перед лицом оппозиции в лице клана Лохлайнн сын Аода Домналл Ог (ум. 1234) правил в течение четырёх лет после смерти отца. После ещё одного десятилетия смуты племянник Аода Брайан Руад вновь установил в провинции господство клана Нейлов, которое продлилось до конца существования королевства в 1607 году.